# Pohlia calopyxis
Pohlia calopyxis är en bladmossart som beskrevs av Brotherus 1903. Pohlia calopyxis ingår i släktet nickmossor, och familjen Bryaceae. Inga underarter finns listade i Catalogue of Life.